# Portaescuradents

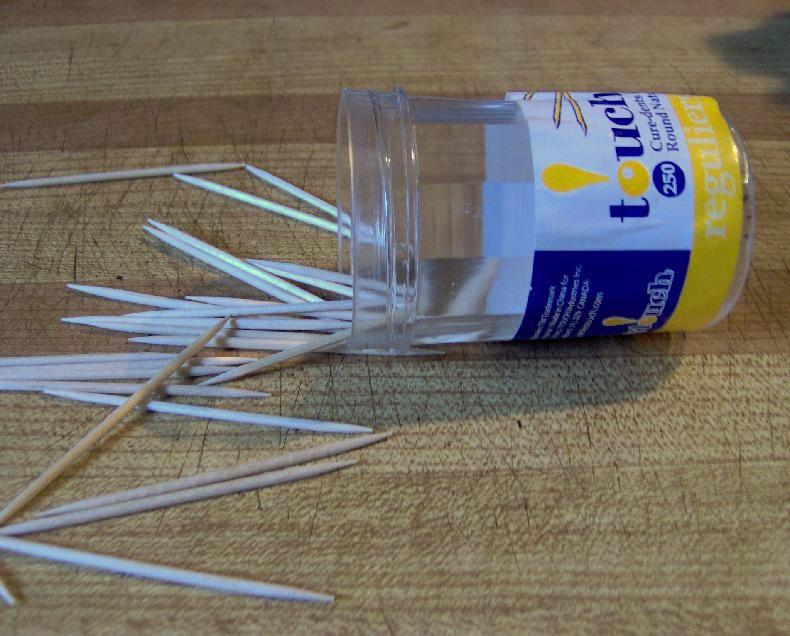
Portaescuradents

El portaescuradents és un estri de taula emprat com a dispensador d'escuradents. La seva forma típica és la de pot transparent de plàstic o vidre amb un foradet al cap per on es poden fer caure els escuradents d'un en un.
Els portaescuradents es col·loquen sobre la taula o a la barra d'un bar o cafeteria per a utilitzar els escuradents quan se serveix el menjar. Com es considera poc adequat utilitzar els escuradents per a netejar les dents, solen emprar-se per a enfilar aperitius com olives, escopinyes o d'altres que per la seva petita grandària són difícils de punxar amb una forquilla.

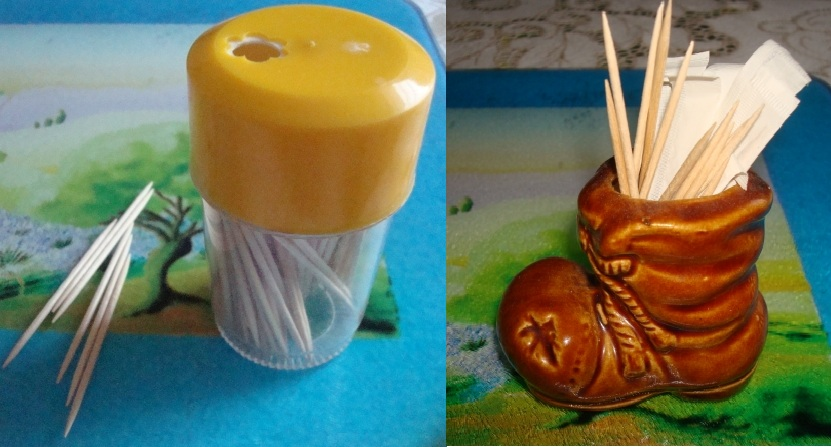
Suports d'escuradents

## Tipus
Els portaescuradents consisteixen també en un gobelet obert per la part superior amb una alçada lleugerament superior a la meitat de l'escuradents dins el qual es col·loquen els escuradents. Un model més higiènic el constitueix una estructura tancada amb un orifici a la part superior pel qual s'extreuen els escuradents. El forat té el diàmetre suficient perquè el travessi un sol escuradents però no el suficient perquè surti més d'un. Alguns dissenys moderns proposen un sistema de palanca que en accionar impulsa un escuradents cap a l'exterior. Es consideren els més higiènics en no tenir els escuradents cap contacte amb l'exterior.